# Columbia Law School
Columbia Law School – jedna z akademickich szkół na Uniwersytecie Columbia. Uczelnia, członek elitarnej Ligi Bluszczowej, znajduje się na Manhattanie w Nowym Jorku. 
Od kiedy w 1989 roku dziennik U.S. News and World Report zaczął publikować swój ranking na najlepsze szkoły prawa w Ameryce, Columbia zawsze plasowała się w pierwszej piątce. Nie licząc Columbii, zaszczytu tego dostąpiły jedynie uniwersytety Yale, Harvard i Stanford. Według U.S. News and World Report, Columbia Law School rokrocznie znajduje się wśród czterech uczelni o największej reputacji akademickiej. W rankingu na 2011 rok oraz 2015, uczelnia została sklasyfikowana na czwartym miejscu.
W sondażu Go to Law School („Idź na prawo”) przeprowadzanego na zlecenie renomowanego czasopisma prawniczego The National Journal of Law, Columbia uznawana jest za najlepszą szkołę prawa w USA. Również ranking Briana Leitera (konkurencyjny dla rankingu U.S. News) uznał Columbię za najlepszy uniwersytet w USA pod względem zatrudnienia w najbardziej prestiżowych kancelariach oraz trzeci, po Yale i Harvardzie, pod względem poziomu przyjętych studentów.
Proces rekrutacyjny w Columbia Law należy do najostrzejszych w Stanach Zjednoczonych. W 2008 roku na uczelnię dostało się jedynie 14,7% kandydatów.
Mury uczelni opuścił szereg wybitnych absolwentów, a wśród nich: dwaj prezydenci Stanów Zjednoczonych, dziewięciu sędziów Sądu Najwyższego (w tym trzech prezesów Sądu Najwyższego), wielu członków rządu i doradców prezydenckich, senatorowie, kongresmeni i gubernatorzy, a także członkowie sądów federalnych i apelacyjnych oraz naukowcy i dyplomaci. Absolwenci Columbia Law School byli lub są rektorami dwudziestu czterech szkół wyższych i uniwersytetów. Na liście Forbesa znalazło się więcej absolwentów Columbii niż jakiejkolwiek innej szkoły prawa.
Renomą na Columbii cieszą się prawo międzynarodowe i prawo własności intelektualnej. Silną pozycję mają też między innymi: prawo konstytucyjne, karne, filozofia prawa oraz krytyczna teoria rasowa. Columbia słynie również z wysokiego poziomu kształcenia prawa korporacyjnego.

## Historia
Historia kształcenia prawa na Uniwersytecie Columbia sięga XVIII wieku. Do absolwentów King’s College, kolonialnego poprzednika uniwersytetu, należał między innymi John Jay, gwiazda wczesnoamerykańskiego sądownictwa, który został później mianowany Prezesem Sądu Najwyższego Stanów Zjednoczonych. Pierwszym profesorem prawa na Columbia College był James Kent zatrudniony w 1793 roku. Niestety, uczelnia oficjalnie zawiesiła wykładanie prawa w pierwszych dekadach XIX wieku.
Renesans zainteresowania prawem został zwieńczony ufundowaniem niezależnej szkoły prawa w 1858 roku. Pierwszy budynek, zbudowany w stylu neogotyckim, znajdował się na kampusie przy Madison Avenue. Później szkoła stała się częścią Uniwersytetu Columbia i została przeniesiona na północ, do dzielnicy Morningside Heights.
W latach dwudziestych i trzydziestych XX wieku Columbia Law stała się znana dzięki rozwojowi realizmu prawniczego. Do najsławniejszych przedstawicieli tego ruchu należeli powiązani z uczelnią Karl Llewellyn, Felix S. Cohen i William O. Douglas.
We wrześniu 1988, Columbia Law School ufundowała pierwszą Klinikę Prawną dla ofiar AIDS pod kierunkiem profesor Deborah Greenberg i znanego adwokata Marka Barnesa.

## Columbia Law School dzisiaj

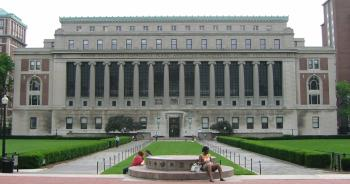

Obecnie, Columbia Law School jest wysoko cenioną uczelnią osiągającą sukcesy w wielu dziedzinach sztuki prawniczej.
Naukowcy Columbii według dyscyplin prawa:
| - Prawo korporacyjne, Prawo obrotu papierami wartościowymi: - John C. Coffee, Jr. - Harvey Goldschmid - Prawo karne: - Debra Ann Livingston - George P. Fletcher - Gerard E. Lynch - Jed S. Rakoff - Prawo własności intelektualnej: - Jane Ginsburg - Michael Heller - Thomas Merrill - Eben Moglen - Tim Wu | - Prawo międzynarodowe i komparatystyka prawna: - Michael Doyle - George Bermann - Sarah Cleveland - Richard N. Gardner - Louis Henkin - Curtis J. Milhaupt - Benjamin L. Liebman - Historia prawa: - Barbara Aronstein Black - Eben Moglen | - Prawoznawstwo i teoria prawa - Joseph Raz - William H. Simon - R. Kent Greenawalt - Charles Sabel - Prawa człowieka, - Elizabeth F. Emens - Jack Greenberg | - Prawo administracyjne: - Thomas Merrill - Gillian E. Metzger - Peter L. Strauss - Prawo konstytucyjne - Philip Bobbitt - Lee C. Bollinger - Philip Hamburger |

## Katedry i programy prawa
Columbia jako jeden z pierwszych uniwersytetów założyła katedrę prawa porównawczego i międzynarodowego. W szkole znajduje się również katedra prawa chińskiego, japońskiego, koreańskiego oraz katedra prawa europejskiego oraz inne.
W 2006 roku Columbia Law School zaczęła wdrażać plan zwiększenia liczby wykładowców o połowę, bez przyjmowania większej niż obecnie liczy studentów.
26 maja 2009 roku prezydent Barack Obama nominował sędzią Sonię Sotomayor, wykładowcę prawa na Uniwersytecie Columbia od 1999, na stanowisko sędziego Sądu Najwyższego Stanów Zjednoczonych. Sędzia Sotomayor stworzyła i współprowadziła odbywający się co semestr na Columbia Law School kurs praktyki w federalnych sądach apelacyjnych. Pierwsza edycja odbyła się w semestrze jesiennym 2000 roku.

## Biblioteka im. Arthur W. Diamond

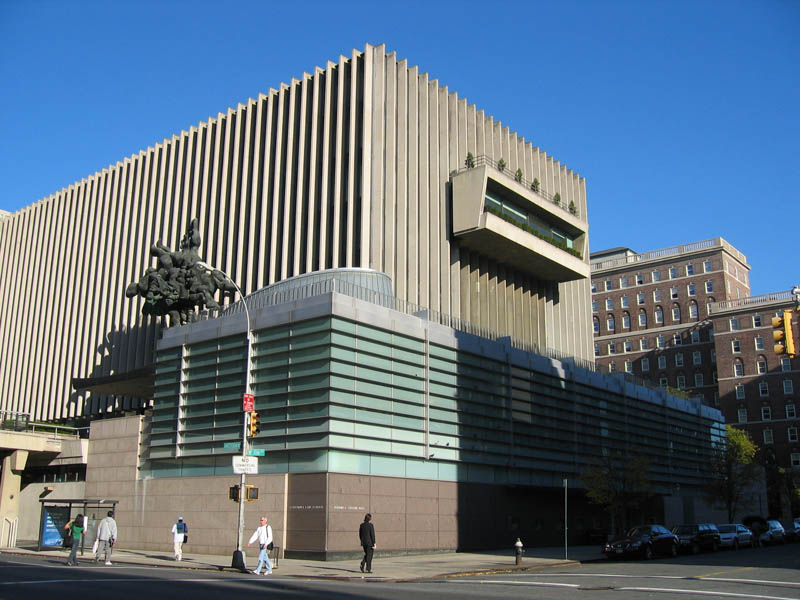
Jerome L. Greene Hall, główny budynek szkoły prawa oraz Biblioteki im. Arthur W. Diamond. Wrzesień 2004

Biblioteka Columbia Law School imienia Arthura W. Diamonda jest drugą co do wielkości biblioteką prawniczą w Stanach Zjednoczonych z ponad milionem przechowywanych woluminów.

## The Columbia Law Review i inne publikacje studenckie
Columbia Law Review to branżowe czasopismo wydawane przez uczelnię, które jest jedną z najczęściej cytowanych gazet prawniczych na świecie oraz jednym z czterech wydawców The Bluebook, zbioru cytatów prawniczych (nazwa wzięła się od niebieskiej okładki w jakiej drukowana jest książka, w 2008 roku po raz pierwszy udostępniono wersję online). Columbia wydaje również dwanaście innych czasopism redagowanych przez studentów, w tym: Columbia Business Law Review, Columbia Human Rights Law Review, Columbia Journal of Asian Law, Columbia Journal of Environmental Law, Columbia Journal of European Law, Columbia Journal of Gender and Law, Columbia Journal of Law & Social Problems, Columbia Journal of Law & Fine Arts, Columbia Journal of Transnational Law, Columbia Science and Technology Review, American Review of International Arbitration, oraz National Black Law Journal.

## Studia łączone i współpraca z innymi uczelniami
Columbia organizuje studia łączone we współpracy z zagranicznymi szkołami prawa, takimi jak: King’s College London, University College London oraz London School of Economics; Instytut Nauk Politycznych w Paryżu oraz Uniwersytet Paryski, czyli popularna Sorbona; a także Institute for Law and Finance na Uniwersytecie Frankfurckim.

## Kliniki prawa
Columbia Law uruchomiła dziewięć klinik pomocy prawnej, które służą miejscowej społeczności, w tym pierwsze nowoczesne centrum pomocy prawnej Lawyering in the Digital Age („Prawo w erze technologii cyfrowej”). Klinika zajmuje się obecnie pozyskiwaniem informacji społecznych na badania dotyczące ubocznych skutków zarzutów kryminalnych. W kwietniu 2006 roku władze uczelni ogłosiły, że otwierają pierwszą klinikę prawną zajmującą się zagadnieniami seksualności i równouprawnienia. W 2007 roku Columbia uruchomiła nowy kurs poświęcony prawu i technologii.
Uczelnia proponuje swoim studentom kursy mieszane, tak zwane Deals. Przeznaczone są one dla studentów Columbia Business School (Szkoła Biznesu Uniwersytetu Columbia) oraz Columbia Law School. Ponadto, Columbia Business and Law Association (Stowarzyszenie Prawa i Biznesu Uniwersytetu Columbia), oddane idei współdziałania między prawem a biznesem, regularnie organizuje wykłady, warsztaty i spotkania poświęcone zagadnieniom, takim jak: bankowość, doradztwo w zarządzaniu, inwestycje na niepublicznym rynku kapitałowym, kapitał wysokiego ryzyka, fundusze hedgingowe czy przedsiębiorczość. Stowarzyszenie CBLA jest także centrum informacji dla członków społeczności Columbia Law, którzy są zainteresowani różnorakimi aspektami prawa gospodarczego, w tym ładem korporacyjnym oraz zasadami obrotu papierami wartościowymi.

## Budynki
Główny gmach Columbia Law School, Jerome L. Greene Hall (albo po prostu Szkoła Prawa), został zaprojektowany przez architektów Wallace’a Harrisona i Maxa Abramovitza, których dziełem jest też między innymi siedziba ONZ oraz Centrum Lincolna (gdzie przez wiele lat odbywało się uroczyste wręczanie dyplomów). Główny gmach uczelni znajduje się na skrzyżowaniu Avenue i West 116 Street. Wizytówką i znakiem rozpoznawczym budynku jest frontowa rzeźba „Bellerofont poskramiający Pegaza” zaprojektowana przez Jacque’a Lipchitza, która symbolizować ma walkę człowieka nad porywczą, nieracjonalną stroną jego natury. W 1996 Szkoła Prawa została kompleksowo odremontowana. Wybudowano nowy fronton oraz korytarz wejściowy, budynek powiększono również o kawiarnię i poczekalnie. Inne budynki należące do Columbia Law School to William and June Warren Hall, Jerome Greene Learning Annex (przedstawiciele Jerome’a Greena grzecznie odmówili na prośbę zmiany nazwy budynku po wybudowaniu Jerome L. Greene Hall), oraz William C. Warren Hall (lub „Mały Warren”).

## Podyplomowe studia prawnicze na Columbii

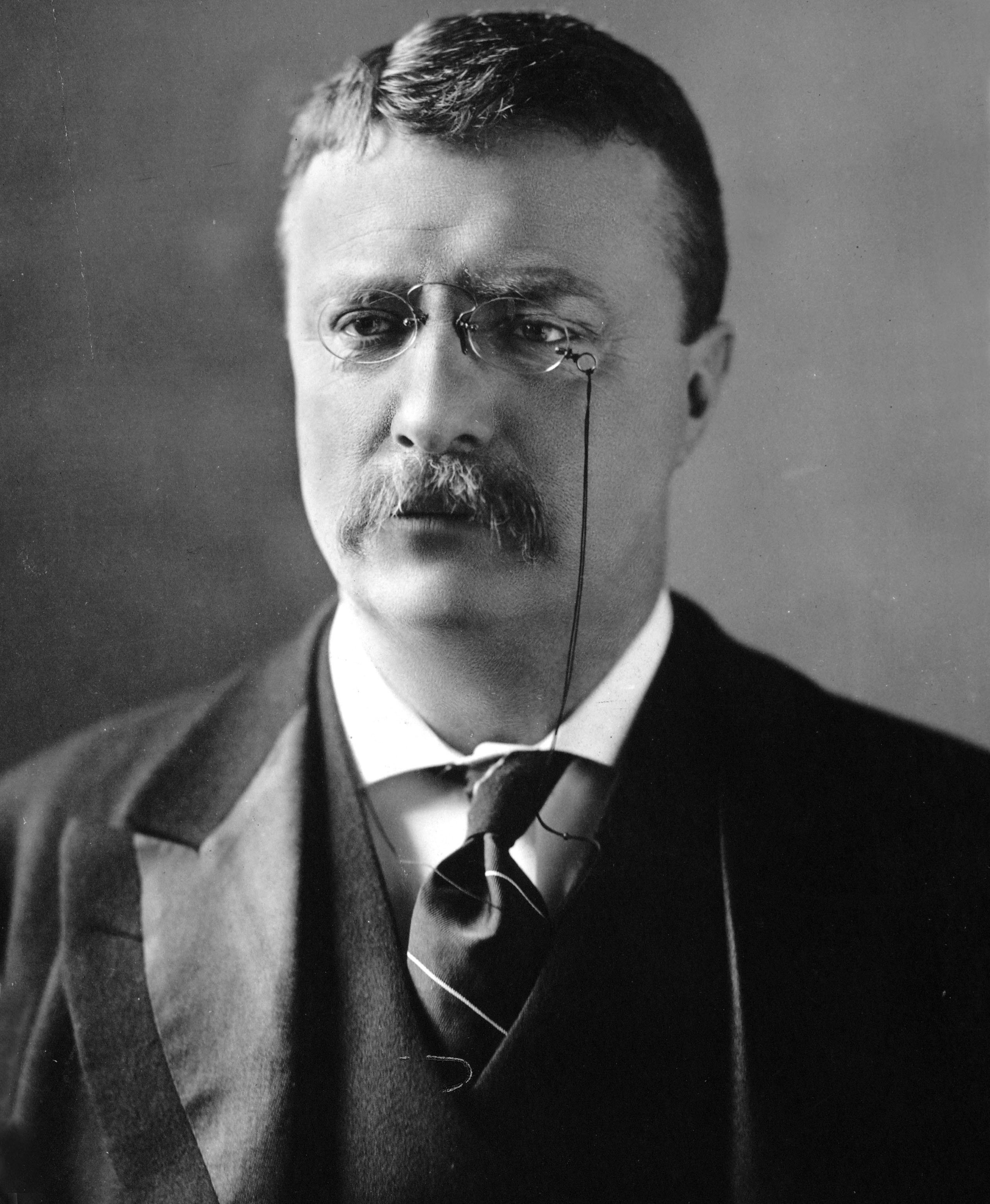
Theodore Roosevelt

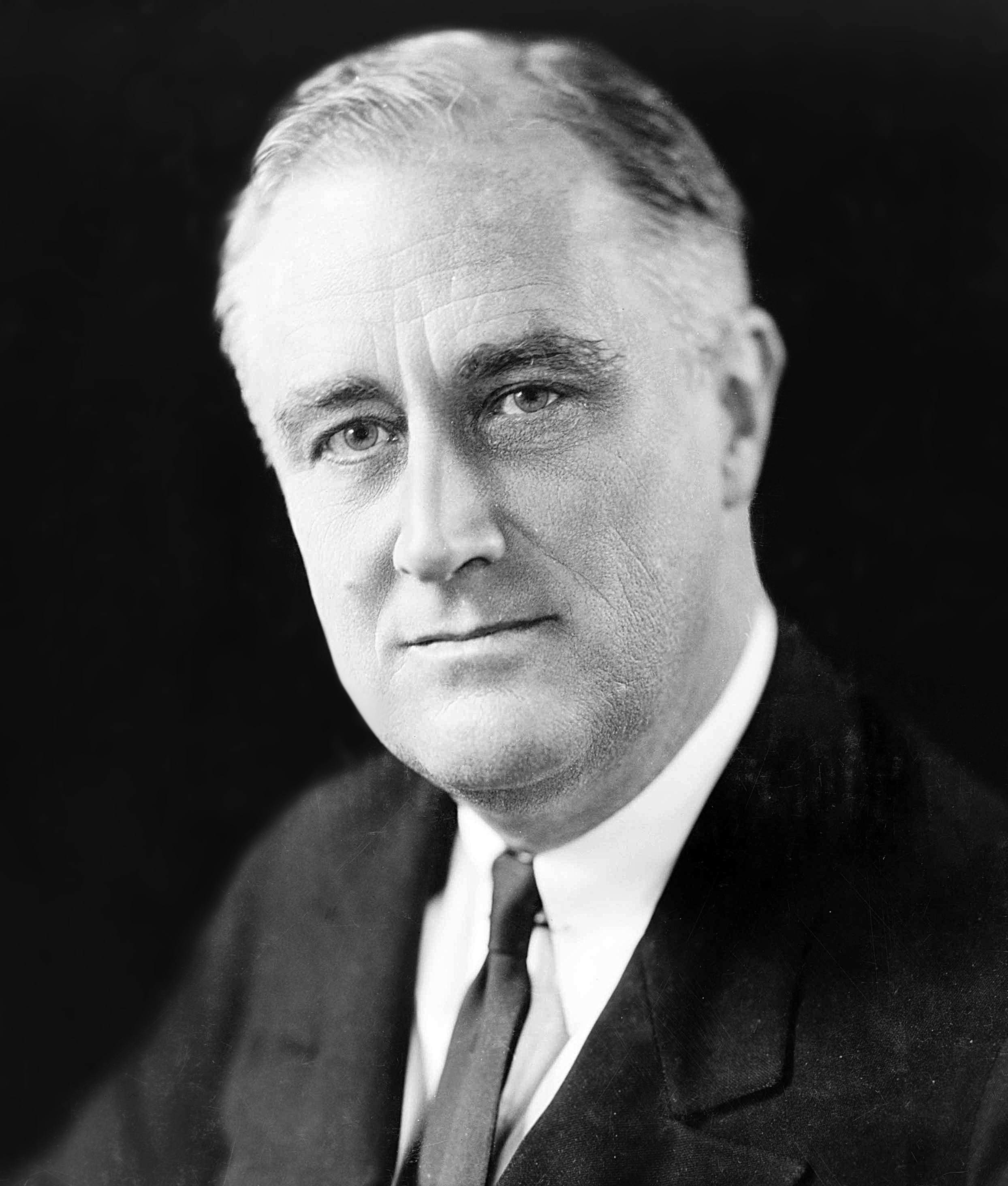
Franklin D. Roosevelt

Columbia oferuje podyplomowe studia prawnicze po skończeniu których otrzymuje się tytuł magistra prawa (Master of Laws – LL.M) lub doktora nauk prawniczych (Doctor of Juridical Science – J.S.D.). Program studiów podyplomowych uważany jest za jeden z najlepszych w całych Stanach Zjednoczonych, a w niezależnych rankingach został sklasyfikowany bardzo wysoko. Każdego roku na studia magisterskie do Columbia Law dostaje się średnio dwustu dziesięciu studentów z ponad pięćdziesięciu krajów na całym świecie, którzy mogą pochwalić się już dużym doświadczeniem w pracy akademickiej, pracy w sądownictwie, pracy w służbie publicznej, walce o prawa obywatelskie i prawa człowieka, pracy w organizacjach pozarządowych i międzynarodowych lub w prywatnych firmach. Studenci studiów podyplomowych są ważnym elementem społeczności uniwersyteckiej. Uczestniczą w wielu wspólnych projektach, takich jak redakcja czasopism studenckich lub symulacje procesów sądowych (tak zwane moot courts). Zapisują się też do organizacji studenckich, organizują konferencje i czynnie w nich uczestniczą, prowadzą warsztaty oraz seminaria poświęcone bieżącym zagadnieniom prawniczym.

## Absolwenci Columbia Law School
Theodore Roosevelt, 26 Prezydent Stanów Zjednoczonych i 25 Vice-Prezydent USA, oraz Franklin D. Roosevelt, 32 Prezydent USA, byli absolwentami CLS. Były prezydent Gruzji, Micheil Saakaszwili, otrzymał stopień LLM na Columbii; Giuliano Amato, dwukrotny Premier Włoch (1992–93 i 2000–2001) również jest absolwentem CLS. Absolwenci szkoły prawa służyli jako doradcy Prezydentów USA oraz innych organizacji rządowych, między innymi jako Sekretarz stanu, Sekretarz skarbu, Sekretarz wojny (teraz Sekretarz obrony), oraz Prokurator generalny.
Trzech absolwentów szkoły było przewodniczącymi Sądu Najwyższego: Charles Evans Hughes, Harlan Fiske Stone i John Jay. Dziewięciu absolwentów szkoły służyło w Sądzie Najwyższym Stanów Zjednoczonych, włączając aktualną członkinię Ruth Bader Ginsburg. Kilku absolwentów piastowało funkcję United States Solicitor General. Ponad 90 aktualnych i poprzednich sędziów federalnych USA ukończyło CLS. Absolwenci CLS pełnili również istotne funkcje sądownicze na scenie międzynarodowej: Shi Jiuyong, poprzedni prezydent Międzynarodowego Trybunału Sprawiedliwości; Xue Hanqin, aktualny członek MTS; Susan Denham aktualny przewodniczący Sądu Najwyższego w Irlandii; Hironobu Takesaki, aktualny przewodniczący Sądu Najwyższego w Japonii; Karin Maria Bruzelius, aktualny członek Sądu Najwyższego Szwecji; Lawrence Collins, aktualny Sędzia Sądu Najwyższego Wielkiej Brytanii; oraz Francis M. Ssekandi, były sędzia Sądu Najwyższego Ugandy.
Znani profesorowie prawa, którzy ukończyli CLS: Barbara Black, Lee Bollinger, Felix S. Cohen, Lawrence Collins, Robert Cover, Samuel Estreicher, E. Allan Farnsworth, Charles Fried, Ruth Bader Ginsburg, Harvey Goldschmid, Kent Greenawalt, Jack Greenberg, Geoffrey C. Hazard, Jr., Benjamin Kaplan, Jessica Litman, Louis Lusky, Yale Kamisar, Soia Mentschikoff, Richard B. Morris, Paula Franzese, Robert Pitofsky, Lawrence Sager, Michael I. Sovern, Arthur T. Vanderbilt, Charles Warren, Herbert Wechsler, oraz Mark D. West.
Aktualny minister sprawiedliwości i prokurator generalny (ang. Attorney General) Stanów Zjednoczonych, Eric Holder, Solicitor General, Don Verrilli, oraz Assistant Attorney General wydziału prawa karnego, Lanny Breuer również ukończyli CLS.